# Hereditäre idiopathische Osteolyse Typ VII Torg
Die Hereditäre idiopathische Osteolyse Typ VII Torg ist eine sehr seltene angeborene Erkrankung mit den Hauptmerkmalen einer karpotarsalen Osteolyse.
Synonyme sind: Hereditäre multizentrische Osteolyse; Torg-Winchester-Syndrom; englisch Torg Syndrome; Nodulosis-Arthropathy-Osteolysis Syndrome; NAO Syndrome; Al-Aqeel Sewairi Syndrome; Osteolysis, Hereditary Multicentril; Torg-Winchester Syndrome (veraltet)
Die Erkrankung wird als Bestandteil des MONA-Spektrums angesehen, Weiteres s. dort.
Die Namensbezeichnung bezieht sich auf den Erstautoren der Erstbeschreibung aus dem Jahre 1969 durch den US-amerikanischen Orthopäden J. S. Torg und Mitarbeiter bzw. den saudi-arabischen Pädiater Aida al Aqeel und Mitarbeiter.